# Benoît Cauet
Pour les articles homonymes, voir Cauet.
Benoît Cauet, né le 2 mai 1969 à Châtellerault, était un footballeur professionnel français, reconverti comme entraîneur.
Formé à l’ASPTT Nantes, Benoît Cauet rejoint le centre de formation de l’Olympique de Marseille en 1985. Trois ans plus tard, il y fait ses débuts en professionnels. Peinant à s'imposer dans la future équipe championnat d'Europe, le milieu défensif signe au SM Caen en 1990. Durant quatre saisons pleines, il participe à l’unique participation normande en coupe d’Europe. En 1994, Cauet revient à Nantes, au Football Club, avec lequel il décroche le titre de champion en 1995. Après deux saisons, il rejoint le Paris SG, où il ne reste qu’un an et part pour l'Italie. Recruté par l'Inter Milan, il y passe quatre années, remportant la Coupe UEFA 1998 et un titre honorifique de joueur de l’année décerné par les supporters en 1999. Souvent pressenti, il n'est jamais sélectionné en équipe de France. Diminué par les blessures, il finit par quitter le club pour le Torino, Côme, le SC Bastia, le CSKA Sofia et le FC Sion, avant de prendre sa retraite en 2006, à 37 ans.
À la fin de sa carrière de joueur, Cauet intègre l'équipe technique de l'Inter Milan, comme entraîneur des jeunes du centre de formation, tout en intervenant comme consultant pour la télévision italienne. Il devient entraîneur principal à l'US Concarneau, en National, de janvier 2019 à février 2020, puis de LB Châteauroux début 2021 en Ligue 2.

## Biographie

### Formé à Nantes et révélé à l'OM
Benoît Cauet est formé à l'ASPTT Nantes football. Cauet évolue avec les seniors en division d'honneur lors de la saison 1984-1985, alors qu'il n'est que cadet.
Benoît Cauet rejoint le centre de formation de l'Olympique de Marseille en 1985. Il commence sa carrière professionnelle avec l'OM le 20 février 1988 à l'occasion de la réception du Matra Racing (2-0) et devient international espoir,. Il est en effet retenu pour le match qualificatif pour le Championnat d'Europe espoirs 1990 contre la Norvège (victoire 2-0) en septembre 1988. Sa seconde et dernière apparition sous le maillot bleu s'effectue contre le Maroc le 22 octobre 1988 (1-1). Lors de ces deux matchs, il alterne au poste d'arrière droit avec Éric Sikora et y côtoie les futurs champions du monde 1998 Didier Deschamps et Marcel Desailly. Il joue peu, notamment la deuxième année où il est blessé,, mais remporte deux titres de champion de France. Il se souvient en 2019 : « à l'OM, j'avais subi deux opérations, une à chaque genou, en l'espace de six mois. Je n'avais pratiquement pas joué de l'année ».

### Confirmation au SM Caen
Soucieux de jouer davantage, Benoît Cauet signe en 1990 au Stade Malherbe Caen à travers l'intermédiaire de Jean-François Domergue, directeur sportif de Caen après avoir été son coéquipier à Marseille,. Benoît Cauet témoigne en 2020 : « L’OM comptait sur la scène européenne. Il avait de très grands joueurs dans ses rangs et, moi, j’avais besoin d’un club comme Caen pour me relancer ». Le club est alors en première division depuis deux ans et autant de maintiens difficiles.
Titulaire indiscutable dans une équipe dont il est pratiquement le seul joueur strictement défensif, il participe à la première qualification en coupe d'Europe de l'histoire du club en 1992 grâce à la cinquième place en D1, meilleure saison caennaise dans l’élite français.
Au premier tour de la Coupe de l’UEFA, Benoît Cauet est l’auteur du centre en retrait pour la reprise de volée de Xavier Gravelaine contre la Real Saragosse au Stade Venoix (3-2) au match aller.
Quand il quitte le club normand après quatre saisons pleines, celui-ci est relégué en deuxième division deux ans plus tard. En quatre saisons, il marque neuf buts et dispute 155 matchs.

### Ligue des champions à Nantes puis Paris
Benoît Cauet rejoint le FC Nantes, où il remporte le titre de champion de France 1994-95. Lors du Trophée des champions 1995, Cauet égalise pour Nantes qui s'incline aux tirs au but face au Paris SG, Cauet réussissant sa tentative (2-2 tab 6-5). Avec le FCN, il atteint les demi-finales de la Ligue des champions 1995-96 et l'emporte contre la Juventus, futur vainqueur de la compétition (3-2, défaite 2-0 à l'aller) au stade de la Beaujoire devant 35 800 spectateurs.
En fin de contrat et malgré les convoitises de clubs étrangers, Cauet signe au Paris SG pour poursuivre sa progression pour combler le départ de Daniel Bravo. Il s’impose rapidement aux côtés de Rai et Leonardo. Début 1997, Cauet ne prend pas part à la défaite en match aller de la Supercoupe de l'UEFA 1996 contre la Juventus (1-6) mais au retour pour une nouvelle défaite (3-1). En demi-finale de Coupe d'Europe des vainqueurs de coupe contre Liverpool, il est passeur décisif et buteur au Parc des princes (3-0). Le PSG termine deuxième du championnat et s'incline en finale de la C2,.

### L'apogée à l'Inter Milan
Durant l'été 1997, Luigi Simoni qui tente déjà de l'attirer à Naples un an plus tôt, recrute Cauet à l'Inter de Milan. Il n'est pas international, contrairement à la plupart de ses partenaires, et son palmarès loin d'être aussi rempli que ceux de ces derniers. Il conserve le numéro 15 qu'il avait au PSG. Après un mois de préparation physique intense, il retrouve Milan avec cinq kilos en moins et paré psychologiquement[réf. nécessaire].
Il devient proche de l'autre Français de l'effectif, Youri Djorkaeff, arrivé un an plus tôt de Paris, entre en jeu lors de la première journée de championnat à Brescia et fête sa première titularisation contre Parme peu après (1-0). Lors d'un derby de Milan, Cauet est impliqué sur les trois buts de son équipe (victoire 3-0) et sauve une frappe sur la ligne, ce qui lui vaut d'entendre les supporteurs scander son nom. Pour sa première saison, il remporte la Coupe UEFA face à la Lazio Rome en finale au Parc des Princes (3-0).
En 1999, il est élu meilleur joueur du club par les supporters. Il n'est pourtant jamais sélectionné en équipe de France par Roger Lemerre, barré par la génération France 98 (Didier Deschamps, Emmanuel Petit, Christian Karembeu et Patrick Vieira notamment).
Diminué par les blessures, il est moins utilisé en 2000-2001 et quitte le club en fin de saison.

### Fin de carrière plus modeste
Après son départ de Milan, Benoît Cauet débute un périple à travers l'Europe et connaît cinq clubs en autant de saisons. Il signe d'abord pour le Torino FC. Le 24 février 2002, il marque dans le derby de Turin (2-2).
Il signe ensuite au Calcio Côme en Italie, un retour en France au SC Bastia.
Il part au CSKA Sofia et devient le premier français à évoluer en championnat de Bulgarie. Il y évolue cinq mois et obtient le titre de champion.
À l'été 2005, il s'engage avec le FC Sion en Suisse pour un an, assorti d'une option pour une saison supplémentaire au cas où il jouerait plus de 80 % du temps de jeu possible. Il joue une saison et prend sa retraite en 2006.

### Reconversion
Trois ans après sa fin de carrière, Benoît Cauet est nommé entraîneur à l’Accademia Inter, filiale de l’Inter Milan, et y passe quatre ans. En 2012, il devient entraîneur des jeunes de l'Inter,,. « Pendant huit-neuf saisons, j'ai entraîné des U15 aux U18 » se souvient-il en 2019, avec deux titres chez les U15. En 2015, également consultant pour la télévision italienne, il décline l'offre d'entraîneur du CSKA Sofia qui lui est proposé,. À partir de 2016, Cauet participe au développement des académies du club italien dans le monde, responsable du scouting du club italien des catégories U16 à U19.
Le 2 janvier 2019, Benoît Cauet devient l'entraîneur de l'US Concarneau, alors dixième de National 2018-2019, sa première expérience à la tête d'une équipe première. Il s'engage jusqu'en 2021, accompagné de son fils Kévin comme adjoint. Un peu plus d'un an après sa prise de poste, il est limogé le 12 février 2020, alors que le club breton est quinzième de National 2019-2020.
Le 1er janvier 2021, Benoît Cauet est nommé entraîneur de La Berrichonne de Châteauroux, dernier de Ligue 2 avec un seul succès en sur les onze dernières journées, remplaçant Nicolas Usaï. Engagé pour six mois, il est choisi par Jérôme Leroy, missionné pour trouver un nouveau coach et croisé au PSG lors de la saison 1996-1997. À ses côtés, il peut compter sur Franck Mantaux, adjoint, et Rodolphe Roche, entraîneur des gardiens. Cauet perd son premier match sur le banc face à l'ESTAC Troyes, le 5 janvier 2021 (18e journée, défaite 2-0). Il obtient sa première (seule et unique) victoire avec les Castelroussins un mois plus tard, le 2 février, lors de la réception du FC Chambly (23e journée, victoire 4-0). Début mars, à la suite du rachat du club par le United World Group, il n'est pas conservé au poste d'entraîneur, n'ayant pas amélioré les résultats et Marco Simone lui étant préféré.

## Style de jeu
Benoît Cauet évolue comme milieu de terrain. Il est réputé pour l’énergie qu’il déploie à chaque match pour son travail défensif. Milieu défensif et polyvalent, il évolue souvent côté droit mais peut également jouer sur le flanc gauche.
Lors de son arrivée comme entraîneur de LB Châteauroux, il déclare : « Mon style est caractérisé par le travail. Il n'y a pas de magie dans les victoires, il y a surtout du gros travail derrière. Un travail de précision, les joueurs doivent savoir ce qu'ils doivent faire sur le terrain, dans toutes les situations possibles, lorsque c'est possible. C'est ça mon style ».

## Statistiques

### Joueur
Au cours de sa carrière, Benoît Cauet dispute 293 matches en première division française, et plus de 500 matchs en 19 saisons au plus haut niveau.
| Saison                | Club                   | Championnat           | Championnat | Championnat | Coupe nationale | Coupe nationale | Coupe de la Ligue | Coupe de la Ligue | Supercoupe | Supercoupe | Compétition(s) continentale(s) | Compétition(s) continentale(s) | Compétition(s) continentale(s) | Total | Total |
| Saison                | Club                   | Division              | M.          | B.          | M.              | B.              | M.                | B.                | M.         | B.         | Comp.                          | M.                             | B.                             | M.    | B.    |
| 1987-1988             | Olympique de Marseille | D1                    | 11          | 1           | 0               | 0               | -                 | -                 | -          | -          | C2                             | 3                              | 0                              | 14    | 1     |
| 1988-1989             | Olympique de Marseille | D1                    | 14          | 0           | 3               | 0               | -                 | -                 | -          | -          | -                              | -                              | -                              | 17    | 0     |
| 1989-1990             | Olympique de Marseille | D1                    | 1           | 0           | 1               | 0               | -                 | -                 | -          | -          | C1                             | 0                              | 0                              | 2     | 0     |
| Sous-total            | Sous-total             | Sous-total            | 26          | 1           | 4               | 0               | 0                 | 0                 | 0          | 0          | -                              | 3                              | 0                              | 33    | 1     |
| 1990-1991             | Stade Malherbe Caen    | D1                    | 35          | 1           | 1               | 0               | -                 | -                 | -          | -          | -                              | -                              | -                              | 36    | 1     |
| 1991-1992             | Stade Malherbe Caen    | D1                    | 37          | 3           | 4               | 0               | -                 | -                 | -          | -          | -                              | -                              | -                              | 41    | 3     |
| 1992-1993             | Stade Malherbe Caen    | D1                    | 37          | 2           | 3               | 1               | -                 | -                 | -          | -          | C3                             | 2                              | 0                              | 42    | 3     |
| 1993-1994             | Stade Malherbe Caen    | D1                    | 35          | 2           | 1               | 0               | -                 | -                 | -          | -          | -                              | -                              | -                              | 36    | 2     |
| Sous-total            | Sous-total             | Sous-total            | 144         | 8           | 9               | 1               | 0                 | 0                 | 0          | 0          | -                              | 2                              | 0                              | 155   | 9     |
| 1994-1995             | FC Nantes              | D1                    | 25          | 1           | 1               | 0               | 2                 | 0                 | -          | -          | C3                             | 6                              | 0                              | 34    | 1     |
| 1995-1996             | FC Nantes              | D1                    | 31          | 2           | 1               | 1               | 2                 | -                 | 1          | -          | C1                             | 9                              | 0                              | 44    | 3     |
| Sous-total            | Sous-total             | Sous-total            | 56          | 3           | 2               | 1               | 4                 | 0                 | 1          | 0          | -                              | 15                             | 0                              | 78    | 4     |
| 1996-1997             | Paris Saint-Germain    | D1                    | 35          | 4           | 3               | 1               | 1                 | -                 | -          | -          | C2                             | 9                              | 1                              | 48    | 6     |
| 1997-1998             | Inter Milan            | Serie A               | 28          | 2           | 5               | 0               | -                 | -                 | -          | -          | C3                             | 9                              | 1                              | 42    | 3     |
| 1998-1999             | Inter Milan            | Serie A               | 28          | 1           | 9               | 1               | -                 | -                 | -          | -          | C1                             | 9                              | 0                              | 46    | 2     |
| 1999-2000             | Inter Milan            | Serie A               | 29          | 1           | 7               | 1               | -                 | -                 | -          | -          | -                              | -                              | -                              | 36    | 2     |
| 2000-2001             | Inter Milan            | Serie A               | 15          | 0           | 1               | 0               | -                 | -                 | -          | -          | C1+C3                          | 2+3                            | 0                              | 21    | 0     |
| 2001-0000             | Inter Milan            | Serie A               | 0           | 0           | -               | -               | -                 | -                 | -          | -          | C3                             | 1                              | 0                              | 1     | 0     |
| Sous-total            | Sous-total             | Sous-total            | 100         | 4           | 22              | 2               | 0                 | 0                 | 0          | 0          | -                              | 24                             | 0                              | 146   | 6     |
| oct. 2001-2002        | Torino Calcio          | Serie A               | 17          | 1           | 0               | 0               | -                 | -                 | -          | -          | -                              | -                              | -                              | 17    | 1     |
| 2002-2003             | Côme Calcio            | Serie A               | 32          | 0           | 0               | 0               | -                 | -                 | -          | -          | -                              | -                              | -                              | 32    | 0     |
| 2003-2004             | SC Bastia              | Ligue 1               | 32          | 2           | 0               | 0               | 2                 | -                 | -          | -          | -                              | -                              | -                              | 34    | 2     |
| 2004-2005             | CSKA Sofia             | Ligue A               | 15          | 0           | -               | -               | -                 | -                 | -          | -          | -                              | -                              | -                              | 15    | 0     |
| 2005-2006             | FC Sion                | D2                    | 15          | 1           | -               | -               | -                 | -                 | -          | -          | -                              | -                              | -                              | 15    | 1     |
| Total sur la carrière | Total sur la carrière  | Total sur la carrière | 472         | 24          | 40              | 5               | 7                 | 0                 | 1          | 0          | -                              | 53                             | 2                              | 573   | 31    |

### Entraîneur
À la tête de l’US Concarneau, en 39 matchs de National sur deux saisons (2018-19 et 2019-20), son équipe perd en moyenne un match sur deux (19 défaites pour neuf victoires et onze matchs nuls), en n’inscrivant que 0,97 point par match (38 points en 39 matchs). Son équipe bretonne n'inscrit que 24 buts (soit 0,6 but par match) et deux buts dans le même match à seulement quatre reprises.

## Palmarès
Benoît Cauet est trois fois champion de France en 1989, en 1990 avec l'Olympique de Marseille et en 1995 avec le FC Nantes,.
Au niveau continental, il est finaliste de la Coupe d'Europe des vainqueurs de coupe en 1997 avec le Paris SG avant d'être vainqueur de la Coupe de l'UEFA en 1998 avec l'Inter de Milan.
Il est champion de Bulgarie en 2005 avec le CSKA Sofia et vainqueur de la Coupe de Suisse en 2006 avec le FC Sion.
| Continental | Championnats | Coupes nationales |
| --- | --- | --- |
| - Coupe de l'UEFA (1) - Vainqueur : 1998 avec l'Inter de Milan - Coupe des vainqueurs de coupe - Finaliste : 1997 avec le Paris SG | - Championnat de France (3) - Champion : 1989, 1990 avec Marseille et 1995 avec le FC Nantes - Championnat de Bulgarie (1) - Champion : 2005 avec le CSKA Sofia | - Coupe de Suisse (1) - Vainqueur : 2006 avec le FC Sion - Trophée des champions - Finaliste : 1995 avec le FC Nantes - Coupe d'Italie - Finaliste : 2000 avec l'Inter de Milan |